# 武田テバファーマ
武田テバファーマ株式会社（たけだテバファーマ、英語: Teva Takeda Pharma Ltd.）は、愛知県名古屋市中村区に本社を置く製薬会社。
元々はテバ・ファーマシューティカル・インダストリーズと武田薬品工業の合弁会社であったが、2025年3月31日の株式譲渡により、ジェイ・ウィル・パートナーズが運営管理を行う投資ファンドによって設立されたジェイ・ケイ・アイの100%子会社となった。
テバ・ファーマシューティカル・インダストリーズが、後発医薬品（ジェネリック医薬品）の製造メーカーである大洋薬品工業株式会社（たいようやくひんこうぎょう）を子会社とし、後に大洋薬品工業株式会社と興和テバを統合再編成する形でテバ製薬として設立。売上高468億円（2009年度実績）で後発薬国内3位の企業である。かつては大衆薬も扱っていたが、大洋薬品時代には撤退している。
日本初のプロフットサルチーム「名古屋オーシャンズ（旧・大洋薬品/BANFF）」のスポンサーを務めている。かつてはホームアリーナの「武田テバオーシャンアリーナ（旧称:大洋薬品オーシャンアリーナ）」を保有していた（2023年4月1日付で寄付の形で名古屋市へ所有権が移管され、同年10月16日に名古屋金城ふ頭アリーナへ改称）。

## 歴史

### 大洋薬品工業
1930年、中野直次が富山県高岡市で中野天栄堂として創業。戦後に中野薬品工業株式会社となり、1972年に大洋薬品工業株式会社へ改名。1988年に本社所在地を愛知県名古屋市に変更する。
1967年、丸大産業（現在の大洋グループ）の新谷泰助が代表に就任してからは大洋グループの企業である。大洋グループには、高山グリーンホテル、乗鞍ハイランドホテルなどのホテル業のほか、建設会社、ハウスメーカーなどの関連企業がある。新谷泰助が会長に退いた後、1974年から約36年間にわたって新谷重樹が社長を務めてきたが、2009年の胃潰瘍薬誤配合事件で業務停止命令を受けた責任をとり、2010年9月30日に辞任。翌10月1日、新谷家とは関係がない島田誠が新社長に就任した。新谷は一時的に代表権のある取締役会長に就くが、2010年度末には同職から外れた。不祥事を受けて、品質管理を強化するため558種類ある自社製品を削減することを検討。不祥事発覚までは、東証及び名証1部への上場を目指していたが上場計画を断念した。
第一三共ヘルスケアのシスティナC、ペラックコールド3（いずれも旧・第一製薬の製品）、ルルアタックIBは同社が製造するなど、他社製品のOEMや新薬メーカーの長期収載品など受託製造（2010年5月現在で54社313品目を受託生産）を行っており、オリジナル品と合わせて960品目に達している。これは一企業の製造品目としては国内最多数である。
後述の品質事故等に対する社内改革を目的として、社内再発防止委員会と社外有識者委員会を2010年4月から5月にかけて設置された。2010年8月、「今般の不祥事の原因と対策に関する報告」と題した報告書が、同社の社内再発防止委員会の活動内容としてホームページ上で公開された。報告書では「ガスポートD錠20mg」の誤配合事件は、信賞必罰による社内処罰（工場でミスによる損害が発生した場合、ミスを犯した社員名を社内で氏名公表し、損害金額に応じて、賞与減額査定、譴責、降格などの処分を実施）を恐れた秤量、混合工程の責任者が別ロットの試験用サンプルを品質部門に提出（差し替え）するように打錠工程の責任者に依頼し、責任者は安易にその依頼を受けて行動していたことが判明した、とされた。また、この意図的操作を実施した両責任者に対して降格と異動を、さらに工場長の降格や上位責任者の選任化、管理者の交代や先述の社長交代を実施し、組織、人員の刷新をすることで、新しい品質保証体制の構築、組織改革を推進するとしたが、その後も続々と品質問題、回収事例が発生した（#問題点を参照）。

### テバ社傘下へ
2011年5月2日、後発薬世界最大手のテバ・ファーマシューティカル・インダストリーズ（イスラエル）が、大洋薬品を買収する方針を固めたと報道され、5月16日に同社と資本提携に関する合意を発表。テバ社は大洋薬品の発行済株式の57%を取得し、後発薬の国内最大手企業が誕生する大型M&Aとなった。2012年4月に興和テバ株式会社と統合し、テバ製薬株式会社となった。大洋薬品工業の本社ビルはそのままテバ製薬の本社ビルとなり、旧興和テバの分を含めて新たに7つの支店と29の営業所を開設した。
なお、テバ製薬発足後も、旧・大洋薬品工業が販売していた後発医薬品のうち、"成分名「タイヨー」"（例・ブロチゾラム錠0.25 mg「タイヨー」等）という名称で販売していた薬品については、そのまま「タイヨー」の名称のまま販売する（旧・興和テバの「TYK」 は、当面はそのままだが、原則重複するものは「タイヨー」に変更され、それ以外のものも将来的には「タイヨー」に変更された。統合後に新たに販売されるものについては「テバ」で発売されている）。
2016年4月、子会社の大正薬品工業株式会社が武田薬品工業より長期収載品事業を会社分割にて承継。その対価としてテバ製薬の株式が武田薬品工業に交付され、テバ製薬の株式はテバ・ファーマシューティカル・インダストリーズ傘下のテバホールディングス株式会社が51%、武田薬品工業が49%取得することとなり、大正薬品工業株式会社は武田テバ薬品株式会社に商号変更された。テバ製薬も、同年10月1日に「武田テバファーマ」に商号変更した。
2018年1月5日には、東京本社を設置し二本社制へ移行。
2021年2月1日、武田テバの後発品486品目の製造販売と、高山工場とその従業員、同工場で受託製造している製品の委受託契約を日医工に売却した。
2025年7月1日、持株会社のアンドファーマが発足し、その傘下となる。

### 新体制への移行
2024年12月6日、テバ・ファーマシューティカル・インダストリーズがジェイ・アイ・ケイへ全株式を譲渡する契約が締結された。関連当局の承認取得を含めた手続きを経て、2025年3月31日付で株式譲渡を完了した。同年9月1日付で武田テバファーマはT'sファーマに、武田テバ薬品はT's製薬へそれぞれ社名変更される予定である。なお、新体制への移行並びに移行完了後も子会社を含めた全従業員の雇用は継続され、武田薬品工業が流通を担う製品についても変更はない。

## 事業所
- 名古屋本社・本店（愛知県名古屋市中村区太閤一丁目）

旧・大洋薬品工業本社。以前は名古屋市中区丸の内が本社所在地だった。2008年6月、同市中村区の新社屋に移転した。名古屋駅からも一見してわかる目立つビルで、近年の好業績を反映した社屋である。
- 東京本社（東京都渋谷区恵比寿四丁目）
- 北日本支店
  - 東北第一営業所/東北第二営業所（宮城県仙台市青葉区）
  - 北海道第一営業所/北海道第二営業所（北海道札幌市中央区）
- 関東支店
  - 埼玉営業所/北関東営業所/千葉営業所/甲信越営業所（埼玉県さいたま市大宮区）
- 東京支店
  - 東京第一営業所/東京第二営業所/東京第三営業所/神奈川第一営業所/神奈川第二営業所（東京都中央区）
- 名古屋支店
  - 名古屋営業所/名古屋第二営業所/名古屋第三営業所（愛知県名古屋市中区）
- 大阪支店
  - 大阪第一営業所/大阪第二営業所/大阪第三営業所/神戸営業所/四国営業所（大阪府大阪市中央区）
- 西日本支店
  - 福岡営業所/北九州営業所/南九州営業所（福岡県福岡市博多区）
  - 広島営業所/中国営業所（広島県広島市南区）
- 丸の内オフィス（名古屋市中区）
- 東京オフィス（東京都中央区）
- 神谷町オフィス（東京都港区）

## 関連会社
- 武田テバ薬品株式会社（旧・興和テバ子会社）
- テバ・ファーマシューティカル株式会社（テバ・ファーマシューティカル・インダストリーズの日本法人で、日本国内におけるテバグループの新薬を扱う）
- テバエーピーアイ株式会社（日本国内におけるテバグループの原薬供給事業）

## テレビ提供番組
なお、テバ製薬に商号変更した2012年4月前後は下記の番組に加え、スポットCMを中心に企業CMが放映されている。
- 報道ステーション（テレビ朝日系列）
- 報道ステーション SUNDAY（テレビ朝日系列）
- ニュースJAPAN（フジテレビ系列・隔日）
- オーシャンズTV （東海テレビ）

### 過去の提供番組
「大洋薬品」として
- ズームイン!!SUPER（日本テレビ・毎週水曜日と木曜日・2008年2月と3月）
- メントレG（フジテレビ・2008年9月まで）
- 火曜ドラマ（日本テレビ・2008年2月と3月）
- 水曜ドラマ（日本テレビ・2008年2月）
- 誰も知らない泣ける歌（日本テレビ）
- みのもんたの朝ズバッ!（TBS・隔日・2008年2月と3月）
- 中居正広の金曜日のスマたちへ（TBS・2008年4月から2010年3月まで）
- 日曜ビッグバラエティ（テレビ東京・2008年2月と3月）
- 和風総本家（テレビ大阪・2008年4月から2010年3月まで）
- いい旅・夢気分（テレビ東京・2009年4月から2010年3月まで）
- ぴったんこカン・カン（TBS・2010年4月から9月）
- たけしの健康エンターテインメント!みんなの家庭の医学（ABC・2010年1月から2011年3月まで）
- そうだったのか!池上彰の学べるニュース（テレビ朝日・2010年10月から2011年3月まで）
- 歌の楽園（テレビ東京・2010年4月から2011年3月まで）※ 一社提供

※ CMキャラクターには加山雄三を起用していた時期もあった。
「テバ製薬」として

## 問題点
品質管理上の問題から過去に下記のような回収事件を起こし、行政処分を受けている。
旧大洋薬品工業として
- 1994年8月、同社が製造し、東京田辺製薬（現・田辺三菱製薬）が販売していた去痰剤「ムコトロン錠」の1000錠入り箱に、抗がん剤「フロフトランE錠」（テガフール200mg腸溶錠）が混入しているとして、厚生省は両社に対し回収指示を行った[14]。
  - 1995年4月に15日間の業務停止を受けた。同年5月、日本ジェネリック製薬協会はこの件で、1年間の活動停止処分を行った。
- 2001年9月、変形性膝関節症の薬であるヒアルロン酸ナトリウム製剤である同社製品の「アドマック注」「アドマックディスポ」が自主回収となった。理由は原体起源が承認内容（トリトサカ抽出物）と異なる原体（魚抽出物）を使用していたためである。回収該当品の出荷時期は1998年10月～2001年9月で各887,290筒と1,199,070筒[15]。
- 2007年中の複数回にわたり、武田薬品工業から製造受託していた抗生物質バイアル注射剤「パンスポリン」について、ガラス片の混入を発生させ回収事故となった＜クラスII＞。また、同一製造ラインで製造された「ハロスポア静注用0.25g、0.5g、1g」（セフェム系抗生物質、富山化学工業）の全ロットについても並行的に回収が行われた。
  - 2008年9月、武田薬品はこの事故の原因は同社の「製造系列における製品の品質確保の不徹底」、「不良品が発生した場合に、その不良品の範囲が特定できるような製造記録等の作成・管理にかかる不備」にあるとし、28億円の損害賠償請求を大阪地裁に申し立てた[16]（2011年1月20日に和解金支払）。
- 2009年2月 - ＜クラスI＞「静注用フラゼミシンS（2gキット）」（急性気管支炎、肺炎、敗血症に投与される抗生物質ホスホマイシンの点滴薬）のキット溶解液が異常な色をしていると医療機関から報告を受け確認したところ、カルバペネム系抗生物質のイミペネムのバイアルが誤装着されていた。アナフィラキシーショックなど重篤な被害が出かねないため、class1の回収が行われた。[17][18]
- 2009年9月 - ＜クラスII＞高山工場製造の「ガスポートD錠20mg」（アステラス製薬のガスターD錠20mgの後発品）の2ロット計285万錠について、有効成分の配合ミス（含量規格外:一方は規格の120%、他方は80%）があり自主回収[4]。
  - 長野県が流通品のサンプル検査を行っているとの連絡を卸から受け、愛知県に自主回収届けを出し、納入先3000施設から回収を行ったが、大半は処方されるなどしたため回収できたのは16%程度であった。なお、出荷前の自社での品質検査には、配合ミスのない別のロットのサンプルを意図的に用いていた[4][19][20][21]。
    - この不祥事により、製造ミス隠し及び薬事法第56条第2号違反として、岐阜県より2010年3月26日から4月3日までの9日間について業務停止命令を受けた[4]。
    - 日本ジェネリック製薬協会は2010年3月29日に緊急記者会見を開き、同社の会員資格を1年間停止することを発表した。
- 2010年5月 - 「ムコセラムLカプセル45」（気管支炎、気管支喘息の去痰剤：ムコソルバンの後発薬）4ロットを自主回収[4]。
  - 溶出試験で5時間値が規格の80%以下であったため。これは厚生労働省が主導している「後発医薬品品質確保対策事業」（平成21年度）で640品目35成分について検査し、承認書に定められた規格に対し不適切な結果が得られた3品目のうちのひとつである。
- 2010年2月 - ＜クラスII＞「テチプリン静注液40mg」（鉄欠乏性貧血改善薬：日医工「フェジン静注液40mg」の後発品）4ロット26万管を回収[22]。2ロットが他のロットに比較してアナフィラキシーショック関連の副作用報告が多いとして。
- 2010年3月31日 - 日本薬剤師会は定例記者会見において同社、日本ジェネリック製薬協会、日本製薬団体連合会に対し、要望書（日薬発第286号）を提出したことを発表した。当該の要望書は業務停止事例の発生に対してのものであり、同社に体質改善を強く促した。
- 2010年5月28日 - 同社の2010年3月期決算説明会で新谷社長は、承認規格外の医薬品を製造販売したことに対して謝罪するとともに「人の心を管理するところが及ばなかった。手抜かりで社員教育の脆弱さがあった」と原因の一端を結論づけた。
- 2010年7月 - ＜クラスII＞「テルダン錠200及び100」（気管支炎、気管支喘息薬：テオフィリン徐放製剤でテオドールの後発品）の33ロット・1213万2000錠(使用期限内の全てのロット）について回収を行った[23]。参考保存品が、徐放製剤としての溶出率が承認規格上限値を超えていた。
  - 不祥事の責任を取り、2010年9月30日限りで新谷社長は辞任、翌10月1日に島田誠が社長に就任。
- 2010年12月17日 - 「テチプリン静注液40mg」（一般名：含糖酸化鉄）について、諸般の事情により販売中止[24]。
- 2011年1月13日 - ＜クラスII＞「ノルポート注3.6単位」（日本臓器製薬の「ノイロトロピン注射液3.6単位」の後発品）及び「ノルポート注」（同「ノイロトロピン特号3cc」）を自主回収。
  - 原薬「ワクシニアウイルス接種家兎炎症皮膚抽出液」に関し、実際の製造条件の一部（抽出工程等）が製造販売承認書の記載と異なっていたため。回収該当品は、ノルポート注3.6単位：2009年5月〜2011年1月までに出荷した79ロット（8,847,450管）、ノルポート注：2008年10月〜2009年5月までに出荷した21ロット（2,435,600管）[24][25]。

テバグループとして
- 2011年10月21日 ＜クラスIII＞同社が製造する医療用医薬品「クラウナート錠20mg」（一般名：グリクラジド）のロット:980131、A52011について自主回収。当該ロットは、溶出挙動において承認時の製剤との乖離が判明したため。
- 2015年8月28日 - ＜クラスII＞カルプラニン外用液5％:(回収理由）長期安定性試験において、主成分のカルプロニウム塩化物の含量が承認規格を下回る結果が出た。使用期限内の全てのロットを自主回収。
- 2016年
  - 1月8日 - ＜クラスII＞エルサメット配合錠について使用期限内の全ロットを自主回収。長期安定性試験において、48ヵ月でエキス含量が承認規格を下回る結果が確認されたため。
  - 3月1日
    - ＜クラスII＞アンブロキソール塩酸塩錠15mg「タイヨー」改良前の使用期限内の全ロットを自主回収。改良前の製品において、長期安定性試験の溶出試験で承認規格に適合しない結果が確認されたため。
    - ＜クラスII＞エカベトNa顆粒66.7％「タイヨー」について該当する1ロットを回収。長期安定性試験の溶出試験において、承認規格に適合しないロットが確認されたため。
    - ＜クラスII＞エピサネートG配合顆粒について使用期限内の全てのロットを自主回収。100g包装の参考品の定量試験を行った結果、承認規格に適合しないロットが確認されたため。同じ充填工程で包装した100g包装と1kg包装が対象。